# Masai Ujiri
Masai Michael Ujiri (Bournemouth, 7 luglio 1970) è un ex cestista e dirigente sportivo nigeriano con cittadinanza canadese e britannica, presidente dei Toronto Raptors della NBA.
Dopo aver giocato in Europa per 6 anni, è tornato negli Stati Uniti nel 2002 lavorando come scout prima per gli Orlando Magic poi per i Denver Nuggets. In seguito è entrato nello staff dei Toronto Raptors per poi tornare ai Nuggets nel 2010 come general manager e vicepresidente. Qui nel 2013 ha vinto il premio di NBA Executive of the Year. Per la stagione successiva è tornato ai Raptors come general manager e vicepresidente. Nel 2016 ne è diventato presidente.

## Biografia
Ujiri è nato a Bournemouth, in Inghilterra, da genitori nigeriani che studiavano lì. Con la famiglia è tornato in Nigeria quando aveva due anni ed è cresciuto a Zaria. Da giovane ha giocato a calcio prima di interessarsi al basket. Ha lasciato la Nigeria per giocare alla Nathan Hale High School di Seattle, mentre soggiornava con una famiglia nigeriana. Ujiri si è poi iscritto al Bismarck State College, un junior college del Dakota del Nord, dove ha giocato per due anni. Successivamente si è trasferito alla Montana State University Billings ma dopo un semestre è tornato in Inghilterra per iniziare la carriera da professionista.

## Carriera da dirigente

### Gli inizi
Da giocatore Ujiri ha giocato sei anni nel ruolo di guardia, dal 1996 al 2002, tra Inghilterra, Belgio, Germania, Finlandia e infine Danimarca. Dopo aver concluso la carriera da professionista nel 2002, ha lavorato come allenatore giovanile in Nigeria e come talent scout non pagato per gli Orlando Magic della NBA. Ujiri fu poi introdotto al general manager dei Denver Nuggets Kiki Vandeweghe, che lo assunse come scout internazionale. Dopo quattro stagioni a Denver, è stato assunto da Bryan Colangelo dei Toronto Raptors come direttore dello scouting globale. Ujiri è diventato vicedirettore generale dei Raptors nel 2008.

### Denver Nuggets
Nel 2010 è tornato ai Nuggets come general manager e vicepresidente esecutivo, diventando il primo africano a ricoprire tali ruoli nelle maggiori leghe sportive professionistiche nord americane. Dopo aver messo insieme il roster dei Nuggets 2012-2013, vincitore di 57 partite (stagione più vittoriosa della franchigia da quando è entrata nella NBA), Ujiri è stato nominato NBA Executive of the Year. Ad oggi è l'unico non americano a vincere il premio.

### Toronto Raptors
Il 31 maggio 2013, Ujiri ha firmato un contratto quinquennale da 15 milioni di dollari per diventare vicepresidente esecutivo e general manager dei Toronto Raptors, sostituendo Bryan Colangelo. Sotto la dirigenza di Ujiri i Raptors sono diventati una squadra da playoff costante ogni anno, guidati dalla coppia di guardie Kyle Lowry e DeMar DeRozan. Nel 2016 ha aiutato la squadra a raggiungere le finali della Eastern Conference per la prima volta nella sua storia. Lo stesso anno Ujiri fu promosso a presidente della franchigia.
Dopo essere stati eliminati al secondo giro dei playoff nel 2017 e nel 2018 (in entrambi i casi per 4-0 contro i Cleveland Cavaliers di LeBron James), Ujiri ha licenziato l'allenatore Dwane Casey, nonostante fosse stato appena nominato allenatore dell'anno, promuovendo l'assistente Nick Nurse a capo allenatore. Prima dell'inizio della stagione successiva Ujiri ha poi condotto lo scambio che portò DeRozan ai San Antonio Spurs in cambio di Kawhi Leonard e Danny Green. Questo scambio di rilievo fu inizialmente visto male dai tifosi dei Raptors in quanto DeRozan era molto amato e dall'altra parte Kawhi Leonard aveva trascorso gran parte della stagione precedente da infortunato e aveva richiesto di essere ceduto a una squadra di Los Angeles, sua città natale. Vi erano quindi molti dubbi sul fatto che si sarebbe ambientato bene a Toronto. Tuttavia le mosse di Ujiri si rivelarono efficienti, in quanto i Raptors vinsero il titolo del 2019 e Leonard fu eletto MVP delle finali. Ad oggi quello del 2019 rappresenta il primo e unico titolo vinto dai Raptors.